# Wi-Fi Direct
Wi-Fi Direct is een certificaatprogramma van de Wi-Fi Alliantie gebaseerd op een aantal softwareprotocollen (de wifi-p2p-specificatie) dat ervoor zorgt dat draadloze netwerken met elkaar kunnen communiceren zonder een draadloos toegangspunt (hotspot). Het Wi-Fi Direct-certificatieprogramma is ontwikkeld door de Wi-Fi Alliantie, de industriegroep die ook de merknaam "Wi-Fi" bezit. De Wi-Fi Direct-standaard werd in 2009 gespecificeerd.
Met Wi-Fi Direct kunnen twee apparaten een directe Wi-Fi-verbinding tot stand brengen zonder een tussenliggend draadloos toegangspunt, router of internetverbinding. Wi-Fi Direct is een single-hop-communicatie, in plaats van multi-hop-communicatie zoals draadloze ad-hocnetwerken. 
Het is handig voor zaken als bestandsoverdracht, casten en projecteren met Miracast, draadloos printen en om met een of meer apparaten tegelijkertijd te communiceren met typische Wi-Fi-snelheden (IEEE 802.11) zonder dat een hotspot of internetverbinding nodig is. Het is daarom vergelijkbaar met Bluetooth-technologie, maar biedt een groter bereik. Slechts een van de Wi-Fi-apparaten moet compatibel zijn met Wi-Fi Direct om een peer-to-peer-verbinding tot stand te brengen.
Wi-Fi Direct onderhandelt de verbinding met een Wi-Fi Protected Setup-systeem dat elk apparaat een beperkt draadloos toegangspunt toewijst. Het "koppelen" van Wi-Fi Direct-apparaten kan zo worden ingesteld dat de nabijheid van een near-field communication (NFC), een Bluetooth-signaal of een druk op de knop op een of alle apparaten vereist is. Gelijktijdige verbindingen maken het ook mogelijk dat een apparaat dat via een lokaal netwerk (LAN) met het internet is verbonden, de internetverbinding deelt met apparaten waarmee het via Wi-Fi Direct is verbonden.